# Ryszard Kabaciński
Ryszard  Julian  Kabaciński (ur. 1940 w Gniewkowie, zm. 22 grudnia 2007 w Bydgoszczy)  – polski historyk.

## Życiorys
Stopień doktora nauk humanistycznych uzyskał w 1970 na Uniwersytecie Mikołaja Kopernika. Tematem jego pracy doktorskiej była Geneza i rozwój miast kujawskich do 1400 r. Stopień doktora habilitowanego uzyskał w 2002  na tej samej uczelni na podstawie rozprawy Historia miasta Strzelna (przełom XIV/XV wieku - 1773 r.). Od 1 września 2005 był kierownikiem Zakładu Historii Nowożytnej w Instytucie Historii i Stosunków Międzynarodowych Uniwersytetu Kazimierza Wielkiego w Bydgoszczy.

## Wybrane publikacje
- Bydgoszcz: zarys dziejów (1980, współautor)
- Historia Gimnazjum i Liceum imienia Jana Kasprowicza w Inowrocławiu 1855-1985 (1995, redakcja, ISBN 83-86248-91-2)
- Historia miasta Strzelna (przełom XIV/XV wieku - 1773 r.) (2001, ISBN 83-7096-391-9)
- Dzieje pieniądza i bankowości regionu kujawsko-pomorskiego: stan i perspektywy badań (2006, redakcja, ISBN 83-921454-9-6)